# Nair al Saif
Nair al Saif (iota Orionis) is een heldere ster in het sterrenbeeld Orion.
De ster staat ook bekend als Hatysa in Becvar en "het zwaard van Orion". Rondom deze ster ligt de Orionnevel (M42).